# Особняк Гектора Симоно
Особня́к Экто́ра Симоно́ (либо Особняк Гектора Францевича Симоно́, также известен как Дом-терем) — особняк в Москве по адресу улица Шаболовка, № 26, стр. 14. Был построен в 1898 году по проекту архитектора Романа Клейна для хозяина ткацкой фабрики француза Эктора Симоно. Изначально эту небольшую постройку окружали фабричные корпуса, ныне в них находится Высшая школа экономики. Памятник архитектуры регионального значения.

## История
В 1880 году хозяином фабрики Ю. П. Гужона стал французский предприниматель Эктор (Гектор Францевич) Симоно (1841—?), незадолго до этого приехавший в Россию. При нём шёлкоткацкая фабрика на Шаболовке стала одним из крупнейших производств в Москве. В 1881 году два крупнейших шёлкоткацких фабриканта Г. Ф. Симоно и К. О. Жиро создали на основе своих фабрик Товарищество шёлковой мануфактуры. Председателем товарищества был избран Ю. П. Гужон. На Всероссийской художественно-промышленной выставке 1882 года их бархатные, фуляровые, атласные, парчовые и другие шёлковые ткани получили высшую награду. В 1893 году на Шаболовке началась реорганизация и расширение производства. К 1898 году построили несколько новых корпусов и перестроили ряд старых. Архитектором был приглашён Роман Иванович Клейн, один из самых плодотворных и успешных московских зодчих того времени, архитектор главного здания торгового дома «Мюр и Мерилиз», Музея изящных искусств и многих других проектов. 
Владелец фабрики Симоно предпочитал жить в непосредственной близости от производства, и его дом был построен на территории фабрики. Автором проекта выступил Роман Клейн, в постройке здания также принимал участие Павел Позднеев. Строительные работы были начаты в 1893 году, однако особняк было закончен лишь в 1898-м. 
После 1918 года фабрика Симоно была национализирована. В 1937 году здесь была организована Государственная Всесоюзная автономная шпульно-катушечная фабрика им. Дзержинского Главного управления подсобных предприятий текстильной промышленности Наркомата лёгкой промышленности, проработавшая до 1990-х годов. Здание использовалось для административных нужд и подверглось нескольким перестройкам. С 2015 года территорию фабрики занимают учебные корпуса факультета экономики и Международного института экономики и финансов (МИЭФ) Высшей школы экономики.
В 2017 году особняк был включён в единый государственный реестр, в 2020 году получил статус памятника архитектуры. 
Особняк затянут реставрационной сеткой, в 2019 году был выставлен на продажу.

## Архитектура
Двухэтажный особняк выделяется среди однотипных фабричных корпусов на территории шёлкоткацкой фабрики. Дом-терем, как его часто называют, был спроектирован и оформлен с оглядкой на стилистику французских шато и является характерным примером эклектики с включением планировочных решений эпохи модерна. Затейливая планировка, черепичные крыши, трубы и разнообразные балкончики делают здание одной из интереснейших построек этого периода. В советское время здание подвергалось нескольким перестройкам. В этот период были утрачены многие элементы интерьера, включая столярку, обрушилась часть перекрытий. Тем не менее, сохранились оригинальная деревянная лестница, несколько каминов и фрагменты лепнины. 